# 과학이냐 신앙이냐
《과학이냐 신앙이냐》는 로스트의 시즌 2의 첫번째 에피소드이자 시리즈 통들어 26번째 에피소드에 해당되는 회차이다. 이번 에피소드는 잭 벤더가 감독을 맡고 데이먼 린델로프가 감독을 맡았다. 2005년 9월 21일, ABC를 통해 처음 방영되었다. 이 에피소드의 플래시백에선 잭 셰퍼드가 후에 잭의 아내가 되는 사라 셰퍼드를 치료하는 내용에 중점을 두며 현재 시간대에선 존 로크와 케이트 오스틴이 해치 갱도에 진입하기로 결정하는 내용을 다룬다.
이 시즌 프리미어를 통해 섬에서 뗏목을 타고 탈출하는 전 시즌의 무인도 탈출 에피소드에 이어 해치를 탐험하는 스토리가 표류 에피소드에 이어질 예정이다. 이 에피소드는 긍정적인 평가를 받아 2347만 명의 시청자를 기록하며 북미에서 시리즈 중 가장 많이 본 에피소드로 자리 매김하였다. 영문판 제목은 《Man of Science, Man of Faith》